# Aloysius Jin Luxian
Aloysius Jin Luxian, né le 20 juin 1916 à Shanghai de parents catholiques et mort à Shanghai le 27 avril 2013 , est un évêque jésuite chinois.

## Biographie
Il commence, à l'âge de 9 ans, l'apprentissage du français, qui est sa seconde langue, fait ses études au collège jésuite Saint-Ignace de Shanghai, puis au grand séminaire de Xujiahui, quartier de Shanghai.
En 1937, pendant l'invasion japonaise, il est placé sous la protection de la concession française et du Consul général de l'époque, Monsieur Roland de Margerie. Les Japonais ne l'ont pas envahie, car ce territoire dépendait de facto du Régime de Vichy.
Ordonné prêtre en 1945, il va en France pour la première fois en 1947, il a Henri de Lubac comme maître à Lyon. Il passe ensuite deux ans à Rome et y rencontre Albert Decourtray, puis rentre en Chine en 1951.
Il est arrêté une première fois, le 8 septembre 1955, avec l'évêque de Shanghai de cette époque, Monseigneur Ignatius Kung Pin-mei.
Libéré en 1973, il est transféré à la prison de Pékin en tant que traducteur, est emprisonné à nouveau et envoyé dans un camp de travail dans le Henan, puis assigné à résidence jusqu'en 1982. Il aura passé en tout dix-huit ans en prison et neuf en résidence surveillée.
En janvier 1985, il est consacré évêque officiel du diocèse de Shanghai avec l'approbation de l'Association catholique patriotique de Chine, mais sans mandat apostolique, c'est-à-dire sans l'approbation pontificale. Toutefois, il demandera et recevra, le 8 septembre 2005, la Communion avec Rome.
Le 28 janvier 2005, il consacre le nouvel évêque auxiliaire de son diocèse, Joseph Xing Wenshi, prêtre de l’Église officielle né en 1963, puis, le 7 juin 2012, Thaddeus Ma Daqin, prêtre diocésain né en 1968, pour remplir les mêmes fonctions.
Son importance vient de sa position dans l'Église catholique en Chine, scindée entre une Église souterraine, fidèle au Vatican, et une Église patriotique, fidèle au régime politique. Connaissant intimement les deux cultures chinoise et occidentale, il a fait le choix de se rapprocher du régime en estimant que le temps ferait œuvre de réconciliation.
Il meurt le 27 avril 2013 à Shanghai des suites du diabète après une longue hospitalisation. Ses funérailles religieuses ont lieu le 29 avril 2013 en la cathédrale Saint-Ignace de Shanghai hors de la présence de tout évêque.

### Publications
- (en) Luxian Jin, The Memoirs of Jin Luxian: Volume One: Learning and Relearning, 1916-1982, Hong Kong University Press, 2012,  (ISBN 9888139665 et 9789888139668), 324 p. (with an introduction by Anthony E. Clark, XV-XX)